# Antonij (Pakanyč)
Antonij (světským jménem: Ivan Ivanovyč Pakanyč; * 25. srpna 1967, Čumaljovo) je ukrajinský duchovní Ukrajinské pravoslavné církve Moskevského patriarchátu, arcibiskup a metropolita boryspilský a brovarský.

## Život
Narodil se 25. srpna 1967 ve vesnici Čumaljovo Zakarpatské oblasti.
Roku 1994 dokončil střední školu a následující rok nastoupil do vojenské služby. Od roku 1988 studoval na Moskevském duchovním semináři, který dokončil roku 1992. Následně pokračoval ve studiu na Moskevské duchovní akademii. Během studia byl hypodiákonem rektorů akademie arcibiskupa Alexandra (Timofejeva) a biskupa Filareta (Karagodina).
Dne 4. ledna 1994 jej biskup Filaret (Karagodin) postřihnul na monacha se jménem Antonij na počest svatého Antonína Pečerského. Dne 18. února stejného roku jej patriarcha moskevský Alexij II. rukopoložil na jerodiákona a 7. října biskup Filaret na jeromonacha.
Od 14. června do 31. srpna 1995 byl asistentem inspektora akademie a od 1. září 31. prosince sekretářem-referentem akademie.
Dne 1. ledna 1996 byl jmenován asistenem rektora akademie a vedoucím církevně-archeologického oddělení.
Roku 1999 byl povýšen na igumena.
Dne 9. září 2002 byl poslán na Ukrajinu, kde vstoupil do Kyjevskopečerské lávry. Zde vykonával funkci vedoucího informačního centra lávry.
Dne 11. května 2003 byl jmenován vedoucím kanceláře kyjevské metropole. Dne 14. března 2004 byl povýšen na archimandritu.
Dne 22. listopadu 2006 jej Svatý synod Ukrajinské pravoslavné církve zvolil biskupem boryspilským a vikářem kyjevské eparchie. Dne 25. listopadu byl oficiálně jmenován biskupem a následující den proběhla jeho biskupská chirotonie. Světiteli byli metropolita kyjevský a celé Ukrajiny Volodymyr (Sabodan), metropolita černovický a bukovinský Onufrij (Berezovskyj), arcibiskup ternopilský a kremenecký Serhij (Hensickyj), arcibiskup lvovský a haličský Augustin (Markevič), arcibiskup chersonský a tavrický Ioan (Siopko), arcibiskup vyšhorodský Pavlo (Lebiď), arcibiskup perejaslav-chmelnycký Mytrofan (Jurčuk), arcibiskup poltavský a kremenčugský Fylyp (Osadčenko), biskup žytomyrský a novohrad-volynský Gurij (Kuzmenko), biskup bilocerkvenský a bohuslavský Serafym (Zaliznyckyj), biskup černihivský a nežynský Amvrosij (Polikopa), biskup vasylkivský Luka (Kovalenko) a biskup svatohorský Arsenij (Jakovenko).
Dne 31. května 2007 se stal rektorem Kyjevských duchovních škol.
Dne 14. listopadu 2007 byl ustanoven předsedou Synodní bohoslovecké komise UPC a 8. května 2008 přešel do funkce předsedy vzdělávací komise.
Dne 24. září 2008 byl povýšen na arcibiskupa.
Dne 9. července 2009 se stal předsedou bohoslovecko-kanonické komise UPC. Tuto funkci vykonával do 23. prosince 2010.
Dne 9. září 2009 se stal členem komise pro dialog a Ukrajinskou autokefální pravoslavnou církví a Ukrajinskou pravoslavnou církví Kyjevského patriarchátu.
Dne 21. února 2012 byl jmenován předsedou Oddělení vnějších církevních vztahů UPC. Dne 8. května 2012 byl osvobozen od této funkce ustanoven prvním vikářem kyjevské eparchie.
Dne 19. ledna 2013 byl povýšen na metropolitu.
Dne 25. září 2013 byl po zřízení boryspilské eparchie ustanoven jejím eparchiálním biskupem.
Dne 25. srpna 2017 získal právo nosit druhou panagii.
Dne 21. prosince 2017 byl osvoboze od funkce rektora Kyjevských duchovních škol.